# Distrito de Çatalca

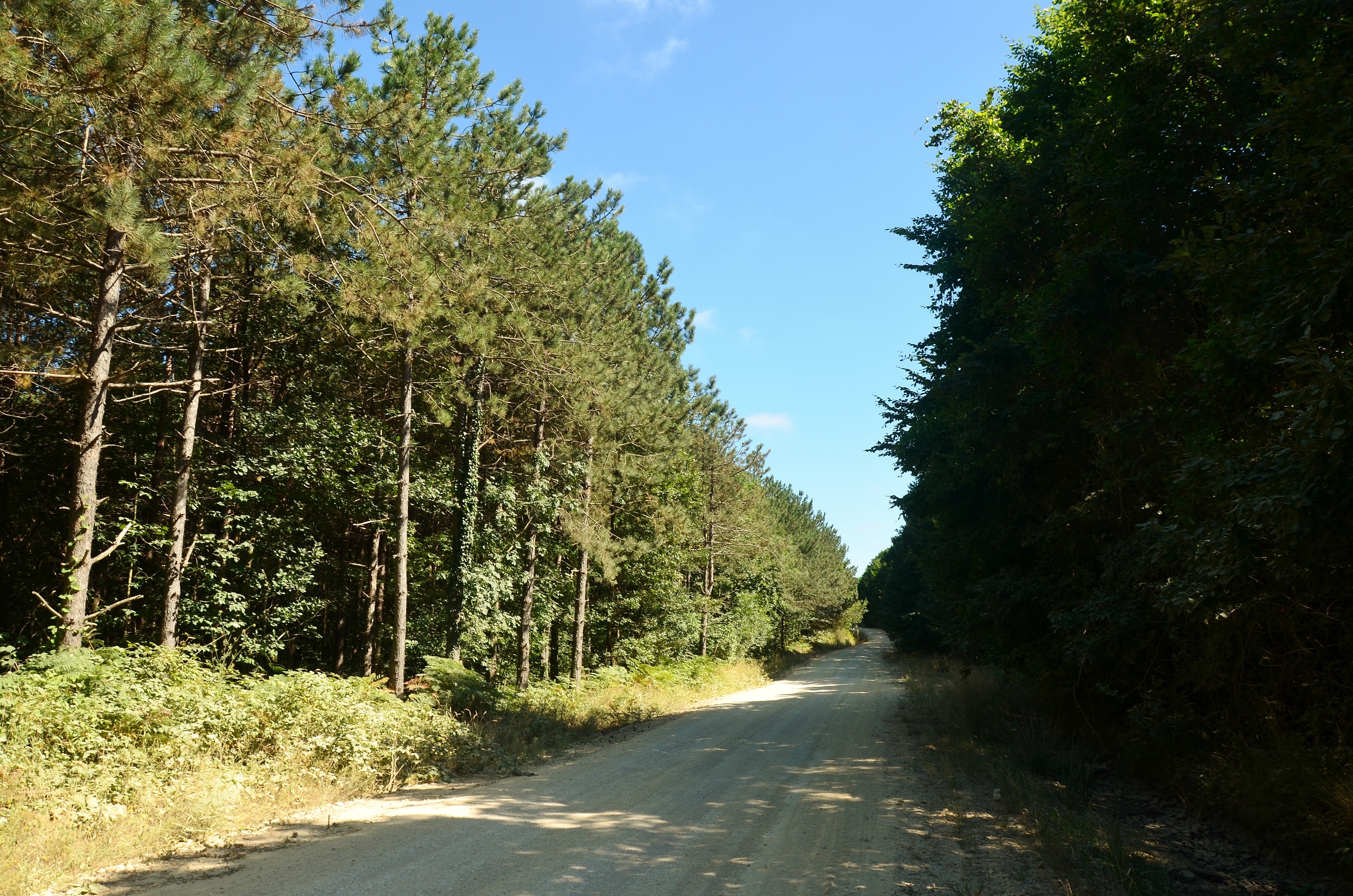
Trees in Çilingoz Nature Park in Çatalca district

Çatalca (pronunciado en español: Chatalya) es un distrito de la provincia de Estambul, en Tracia, en el brazo de tierra entre el Mármara y el mar Negro. La mayor parte de los habitantes de Çatalca son campesinos o turistas propietarios de casas de vacaciones. Muchas familias de Estambul viajan al distrito los fines de semana para caminar por los bosques o pasar el día en el campo. Tiene una población de 35.995 habitantes (2008).

## Historia
El antiguo nombre griego de Çatalca era Erghiske (Ἐργίσκη). Según la Suda, el nombre proviene de Ergisco, hijo de Poseidón y la náyade Aba.
Durante el Imperio otomano, Çatalca estuvo poblada por griegos y turcos. La guerra de Crimea provocó un éxodo masivo de tártaros hacia tierras otomanas, y algunos de ellos se asentaron en Çatalca.

## Geografía
Çatalca tiene una superficie de 1.175 km² y 135 km de costa. Delimita con Büyükçekmece al sur y con el distrito de Silivri y la provincia de Tekirdağ al oeste. Avcılar, Küçükçekmece y Gaziosmanpaşa se encuentran al este del distrito.
Parte del agua dulce de Estambul proviene de los lagos Durusu y Büyükçekmece.